# Desesperadamente Enamorado (álbum)
Desesperadamente Enamorado é o álbum de estreia do cantor e compositor espanhol Jordi. Gravado em estúdio, foi lançado em 14 de julho de 1997 pela gravadora Fonovisa, e produzido pelo próprio pai de Jordi, o cantor e músico espanhol Dyango. O álbum entrou para a revista musical norte-americana Billboard e alcançou a posição número #46 no chart Top Latin Albums. A canção de maior destaque do álbum é a faixa título "Desesperadamente Enamorado", composta pelo cantor e músico argentino Paz Martínez (nome artístico de Norberto Alfredo Gurvich). Esta canção, gravada originalmente por Jordi para este álbum, foi lançada como o primeiro single do álbum, em julho de 1997, e obteve grande sucesso, alcançando a posição número #2 nos charts Hot Latin Songs, e Latin Pop Airplay, ambos da Billboard. "Desesperadamente Enamorado" recebeu posteriormente várias regravações, inclusive do seu próprio autor Paz Martínez, para seu álbum Historia: Grandes Éxitos... Hoy, que reuniu seus grandes sucessos como intérprete e como compositor. Entre outros covers da canção, estão duas versões em português no Brasil: a primeira chamada "Desesperadamente Apaixonado", gravada em 1998 pela dupla sertaneja Guilherme & Santiago, e a segunda chamada "Apaixonado", gravada em 2000 pelo cantor José Augusto. Paz Martínez também compôs uma outra canção para este álbum, chamada "No Es Color de Rosa". Em novembro de 1997, foi lançado o segundo single do álbum Desesperadamente Enamorado: a canção "Luna Llena", que alcançou a posição número #40 no Hot Latin Songs, e a posição número #20 no Latin Pop Airplay, ambos da Billboard. Além de ter sido o produtor do álbum, o cantor Dyango, pai de Jordi, também contribuiu para o álbum do filho participando dos vocais de apoio, e compondo a canção "Una Lágrima", junto com seu outro filho: o cantor e compositor espanhol Marcos Llunas, irmão mais velho de Jordi, que também compôs outras duas canções para o álbum do irmão: "Ten Fe" e "Siempre Te Voy a Amar", além de também ter feito parte dos coros. O próprio cantor Jordi também mostrou o seu talento como compositor, sendo o autor das três canções finais do álbum: "Una Segunda Oportunidad", "Dos Amigos" e "Amor a Primera Vista".
O sucesso do álbum e da faixa título renderam a Jordi duas indicações ao Premio Lo Nuestro de música latina, realizado nos Estados Unidos em 14 de maio de 1998: uma pelo videoclipe oficial de "Desesperadamente Enamorado", na categoria Video of the Year (Vídeo do Ano) e a outra na categoria New Pop Artist of the Year (Novo Artista Pop do Ano), na qual Jordi foi o grande vencedor.
O álbum teve a participação do conceituado músico americano Billy Preston, tocando Órgão Hammond B-3 em duas faixas.

## Lista de Faixas
| N.º            | Título                       | Compositor(es)                          | Duração |  |
| 1.             | "Desesperadamente Enamorado" | Paz Martínez (Norberto Alfredo Gurvich) | 4:19    |  |
| 2.             | "El Paraiso del Amor"        | Alejandro Abad                          | 3:53    |  |
| 3.             | "El Amor Nunca Pregunta"     | Rudy Pérez, Adrián Posse                | 4:26    |  |
| 4.             | "Amiga Mia"                  | Mikel Herzog                            | 4:14    |  |
| 5.             | "Hay Algo en Ella"           | Ray Girado, Domínguez Rafael Gil        | 4:09    |  |
| 6.             | "Ten Fe"                     | Marcos Llunas                           | 3:57    |  |
| 7.             | "Luna Llena"                 | Rudy Pérez, Edwin Apolinaris            | 4:38    |  |
| 8.             | "Siempre Te Voy a Amar"      | Marcos Llunas                           | 3:46    |  |
| 9.             | "No Es Color de Rosa"        | Paz Martínez (Norberto Alfredo Gurvich) | 4:25    |  |
| 10.            | "Una Lágrima"                | Dyango, Marcos Llunas                   | 3:46    |  |
| 11.            | "Una Segunda Oportunidad"    | Jordi                                   | 3:50    |  |
| 12.            | "Dos Amigos"                 | Jordi                                   | 3:55    |  |
| 13.            | "Amor a Primera Vista"       | Jordi                                   | 4:50    |  |
| Duração total: | Duração total:               | Duração total:                          | 54:08   |  |

## Desempenho e Avaliações
| Críticas profissionais | Críticas profissionais |
| Avaliações da crítica  | Avaliações da crítica  |
| Fonte                  | Avaliação              |
| ---------------------- | ---------------------- |
| Amazon                 | [ 18 ]                 |
| Allmusic               | [ 1 ]                  |

### Álbum
| Chart (1997)                       | Posição de pico |
| ---------------------------------- | --------------- |
| USA - Top Latin Albums (Billboard) | 46              |

### Singles
| 1997 | "Desesperadamente Enamorado" | 2  | 9 | 2  | 10 | 2  |
| 1997 | "Luna Llena"                 | 40 | — | 20 | —  | 40 |

## Ficha Técnica

### Produção
- Produtor: Dyango
- Engenheiro de produção: Federico Ehrlich
- Arranjos e direção musical: Jose Mas "Kitflus"
- Engenheiros de gravação: Joan Sorribas (Barcelona-Espanha), Benny Faccone (Los Angeles-USA), Federico Ehrlich (Los Angeles-USA)
- Engenheiro de mistura: Benny Faccone
- Assistentes de gravação: Natx, Arturo Reyna, Doug Michael, Marco Gamboa, Tony Rambo, John Burton, Tony Flores
- Produtor de voz: Dyango
- Assistente de produção: Cuca Chinchon
- Coordenadora de Produção: Cristina Abaroa
- Desenho gráfico: John Coulter
- Fotografia: Herve Tirmarche

### Músicos
- Teclados, Piano e programação: Jose Mas "Kitflus"
- Teclados e Piano acústico: Robbie Buchanan
- Teclados adicionais: Otmaro Ruiz
- Guitarras elétricas: Paul Jackson Jr., Michael Landau, Jean Marie Ekay
- Guitarras acústicas: Jean Marie Ekay, Miguel "Bife" Provenzano
- Bateria: John Robinson
- Baixo: Neil Stubenhaus
- Acordeão: Nacho Lesco
- Saxofone: Javier Figuerola
- Percussão: Rafael Padilla
- Hammond B-3: Billy Preston em "Una Segunda Oportunidad" e em "Siempre Te Voy a Amar"
- Arranjos de cordas: Gustavo Farias
- Seção de cordas: Seattle Symphonic Orchestra
- Seção de metais: Javier Figuerola, Matthew Lee Simons, Juanjo Arrom, Thierry Wahnic
- Maestro (Concertmaster): Arthur Zadinsky
- Coros em Barcelona: Alejandro Abad, Marcos Llunas, Manuel Dominguez, Bettina Massaguer, Josefa Rufet, Maria Gracia Piñakus, Dyango, Jordi
- Coros em Los Angeles: Leyla Hoyle, Francis Benitez, Kenny O'Brian, Carlos Murguia
- Direção: Kenny O'Brian

### Estúdios
Gravação:
- Zanfonia Studio (Barcelona-Espanha)
- Conway Studios (Hollywood-Califórnia)
- Soundabout Studios (Van Nuys-Califórnia)
- Andora Studios (Hollywood-Califórnia)
- Bad Animals Studio (Seattle-Washington)

Masterização:
- Chris Bellman no estúdio Bernie Grundman Mastering (Hollywood-Califórnia).

## Ligações Externas
- Álbum Desesperadamente Enamorado de Jordi no AllMusic.
- Álbum Desesperadamente Enamorado de Jordi no Discogs.
- Álbum Desesperadamente Enamorado de Jordi na Amazon.